# 한강트럼프월드3차
한강트럼프월드3차(영어: Hangang Trump World 3)은 대한민국 서울특별시 용산구 한강로3가에 위치한 주거 단지이다.